# Pescarolo ed Uniti
Pescarolo ed Uniti – miejscowość i gmina we Włoszech, w regionie Lombardia, w prowincji Cremona.
Według danych na rok 2004 gminę zamieszkiwało 1485 osób, 92,8 os./km².